# Pol (Pays-Bas)
Pour les articles homonymes, voir Pol.
Pol est un hameau néerlandais situé dans la commune de Maasgouw, dans la province du Limbourg néerlandais. Pol est constitué de 2 rues et 15 maisons.

## Géographie
Le hameau est situé entre Wessem et Heel, près de l'embranchement du Canal de Wessem à Nederweert et la Meuse.

## Histoire
Ancienne seigneurie indépendante, Pol formait avec Panheel la commune de Pol en Panheel, jusqu'à ce que celle-ci soit supprimée, le 1er avril 1821. Pol est alors rattaché à Wessem.